# 尼羅河歧鬚鮠
尼羅河歧鬚鮠（學名：Synodontis batensoda）是倒立鯰科下的一種鯰魚。生活在尼羅河、乍得盆地、尼日爾河、塞內加爾河以及岡比亞河流域。
尼羅河歧鬚鮠有39–42個鳃耙，而同屬的其他鯰魚一般只有7個–33個，其背鰭和脂鰭相連，身體短粗，灰黑色有褐色斑點。其鰓蓋附近有小棘刺。其魚鬚上有一層薄膜。與屬內的其他生物一般，尼羅河歧鬚鮠幾乎是顛倒著頭朝下遊動覓食。其體長可達50（20英寸），重達1.5（3.3英磅）。
尼羅河歧鬚鮠有是一種雜食動物，以浮游生物、水藻、昆蟲、軟體動物等為食。性情溫和。